# 11. Nemzetközi Matematikai Diákolimpia
A 11. Nemzetközi Matematikai Diákolimpiát (1969) Romániában, Bukarestben rendezték. Tizennégy ország száztizenkét versenyzője vett részt rajta. Először neveztek több mint 100 versenyzőt.  Magyarország egy arany-, négy ezüst- és két bronzérmet szerzett, összpontszámával pedig 1. lett az országok között.
 (Az elérhető maximális pontszám: 8×40=320 pont volt)

## Országok eredményei pont szerint
|     | Ország        | Pont | Arany | Ezüst | Bronz |
| --- | ------------- | ---- | ----- | ----- | ----- |
| 1.  | Magyarország  | 247  | 1     | 4     | 2     |
| 2.  | NDK           | 240  | 0     | 4     | 4     |
| 3.  | Szovjetunió   | 231  | 1     | 3     | 3     |
| 4.  | Románia       | 219  | 0     | 4     | 2     |
| 5.  | Anglia        | 193  | 1     | 1     | 1     |
| 6.  | Bulgária      | 189  | 0     | 0     | 3     |
| 7.  | Jugoszlávia   | 181  | 0     | 2     | 2     |
| 8.  | Csehszlovákia | 170  | 0     | 0     | 3     |
| 9.  | Mongólia      | 120  | 0     | 0     | 1     |
| 10. | Lengyelország | 119  | 0     | 1     | 0     |
|     | Franciaország | 119  | 0     | 1     | 0     |
| 12. | Svédország    | 104  | 0     | 0     | 0     |
| 13. | Belgium       | 57   | 0     | 0     | 0     |
| 14. | Hollandia     | 51   | 0     | 0     | 0     |

## A magyar csapat
A magyar csapat tagjai voltak:
| Név                | Évfolyam | Iskola                           | Város    | Díj   |
| ------------------ | -------- | -------------------------------- | -------- | ----- |
| Fiala Tibor        | IV. o.   | II. Rákóczi Ferenc Gimnázium     | Budapest | Arany |
| Bajmóczi Ervin     | II. o.   | Fazekas Mihály Gyakorlógimnázium | Budapest | Ezüst |
| Csirmaz László     | IV. o.   | I. István Gimnázium              | Budapest | Ezüst |
| Michaletzky György | IV. o.   | Piarista Gimnázium               | Budapest | Ezüst |
| Ruzsa Imre         | II. o.   | Fazekas Mihály Gyakorlógimnázium | Budapest | Ezüst |
| Pintz János        | IV. o.   | Fazekas Mihály Gyakorlógimnázium | Budapest | Bronz |
| Lempert László     | III. o.  | Radnóti Miklós Gimnázium         | Budapest | Bronz |
| Soós Miklós        | IV. o.   | Fazekas Mihály Gyakorlógimnázium | Budapest |       |

A csapat vezetője Hódi Endre volt.